# مسجد بابوکان
مسجد بابوکان مربوط به دوره قاجار است و در شهرستان شهرضا، بخش مرکزی، شهر منظریه، محله بابوکان واقع شده و این اثر در تاریخ ۶ اسفند ۱۳۸۵ با شمارهٔ ثبت ۱۷۴۷۲ به‌عنوان یکی از آثار ملی ایران به ثبت رسیده است.اهرینه ساخت این مسجد را کربلایی ربیع بابوکانی پرداخت کرده است.روبروی این مسجد قلعه خشتی بابوکان در زمان قاجار ساخته شده بود که در سال1380 خورشیدی به دست نابخردان ویران شد.